# Bảo tàng Khu vực của Hội những người yêu thích Vùng đất Trzebnica ở Trzebnica
Bảo tàng Khu vực của Hội những người yêu thích Vùng đất Trzebnica ở Trzebnica (tiếng Ba Lan: Muzeum Regionalne Towarzystwa Miłośników Ziemi Trzebnickiej w Trzebnicy) là một bảo tàng tọa lạc tại Quảng trường chợ, Trzebnica, Ba Lan. Bảo tàng do Hội những người yêu thích Vùng đất Trzebnica điều hành, và trụ sở của Bảo tàng từ năm 2008 là Tòa thị chính Trzebnica.

## Lịch sử hình thành

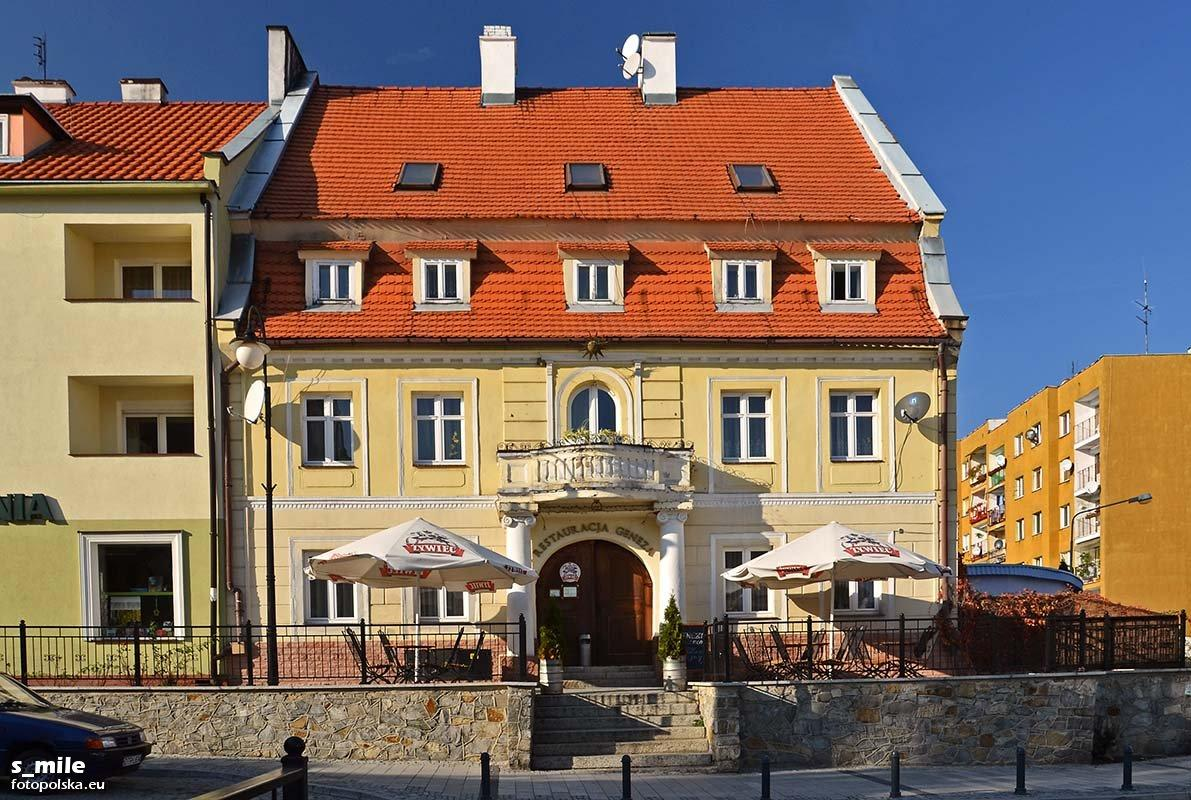
Ngôi nhà chung cư ở số 8 Quảng trường chợ - Trụ sở của Bảo tàng trong các năm 1998-2008

Sự ra đời của Bảo tàng Khu vực của Hội những người yêu thích Vùng đất Trzebnica ở Trzebnica bắt nguồn từ năm 1979 với sự kiện Phòng Tưởng niệm Quốc gia được thành lập theo khởi xướng của Hội, và các bộ sưu tập được đặt tại Tòa thị chính. Từ năm 1990, Phòng Tưởng niệm Quốc gia được chuyển đổi thành thành Bảo tàng.
Trong giai đoạn 1998-2008, trụ sở của Bảo tàng là ngôi nhà chung cư "Under the Golden Sun" được xây dựng vào thế kỷ 18 tại số 8 Quảng trường chợ. Từ năm 2008, các bộ sưu tập của Bảo tàng được chuyển đến trụ sở hiện tại.

## Triển lãm
Bảo tàng Khu vực của Hội những người yêu thích Vùng đất Trzebnica ở Trzebnica hiện đang giới thiệu một triển lãm thường trực bao gồm các bộ sưu tập lịch sử (gồm các hiện vật và kỷ vật từ thế kỷ 20 và các bản sao của các tài liệu lịch sử) và khảo cổ học (gồm các hiện vật từ các cuộc khai quật, có niên đại cách đây 500.000 năm). Ngoài ra, Bảo tàng còn trưng bày một số bộ sưu tập được Bảo tàng Khảo cổ học ở Wrocław cho mượn.

## Giờ mở cửa
Bảo tàng Khu vực của Hội những người yêu thích Vùng đất Trzebnica ở Trzebnica hoạt động quanh năm, mở cửa vào thứ Ba, thứ Năm và thứ Bảy.